# Коновніцин Петро Петрович
Петро Петрович Коновніцин (рос. Пётр Петрович Коновницын; 09.10(28.09).1764 — 09 або 10.09 (28 чи 29.08). 1822) — військовий і державний діяч Російської імперії, генерал-ад'ютант (20 грудня 1812 за старим стилем), генерал від інфантерії (1817), граф (1819). Син генерал-поручика Петра Петровича Коновніцина та Ганни Єреміївни (до шлюбу Родзянко), які в Слобідській Україні володіли маєтностями, зокрема, с. Каплунівка (нині село Краснокутського р-ну Харківської обл.). Батько Івана Коновніцина, Петра Коновніцина (молодшого).
Дитинство провів у родинних маєтках. Навчався в Артилерійському та інженерному шляхетному кадетському корпусі. Дійсну службу розпочав офіцером лейб-гвардії Семеновського полку 12 (1) січня 1786. Брав участь у російсько-шведській війні 1788–90. Переведений 1791 на посаду генерал-ад'ютанта від Чорноморського флоту при князі Г.Потьомкіні. По закінченні російсько-турецької війни 1787—1791 командував Старооскольським мушкетерським полком, 1793 обеззброїв у Барі залогу, що була там залишена Річчю Посполитою. 1794 придушував повстання під проводом Т.Косцюшка, за що від імператриці Катерини II дістав на Волині три села з кріпаками. 1797 утверджений генерал-майором, призначений шефом Київського гренадерського полку. 1798 командував Углицьким полком (перейм. на Мушкетерський Коновніцина полк) і того ж року вийшов у відставку.
1806 вступив до земської міліції, наступного року командував її корпусом у Кронштадті (нині місто, підпорядковане С.-Петерб. міськраді, РФ), після чого імп. Олександр I повернув його до регулярного війська, зарахував до царевого почту. Під час рос.-швед. війни 1808–09 виконував обов'язки чергового генерала діючої у Фінляндії армії, у мор. битві на Балтиці керував веслувальною флотилією. Ставши генерал-лейтенантом, 1809 очолив Черніг. мушкетерський полк і піх. д-зію, навесні 1812 разом зі своїми підлеглими удостоївся монаршої прихильності, був оголошений прикладом для решти рос. війська. Тимчасово командував армійським корпусом.
Учасник Війни 1812, удостоєний золотої шпаги з алмазами та написом «За храбрость». Будучи 17 (5) серп. пораненим в оборонних боях під Смоленськом (нині місто в РФ), залишався у строю доти, доки захисники тамтешньої фортеці переходили на ін. берег Дніпра, а 18–19 (6–7) серп. завдав контрударів переслідувачам-французам по дорозі до Москви. Від 28 (16) серп. командував ар'єргардом (у його складі було понад 30 тис. солдатів) відступаючих з боями частин військ ген. від інфантерії М.Барклая-де-Толлі. У Бородінській битві 1812 заступив вибулого зі строю через важку рану ген. від інфантерії кн. П.Багратіона і стабілізував ситуацію на лівому фланзі. Двічі зазнав контузії. 7 верес. (26 серп.) призначений нач. піх. корпусу, 16 (4) верес. — черговим генералом по всіх рос. ЗС, фактично керував штабом М.Кутузова. Особисто відзначився в боях на передових позиціях 18 (6) жовт. під с. Тарутіно та 24 (12) жовт. під м. Малоярославець (нині населені пункти Калузької обл., РФ), коли військо імп. Наполеона I було змушено до відступу старим Смоленським шляхом, в обхід України.
1813 К. — командир Гренадерського корпусу. В баталії 2 трав. (20 квіт.) під Лютценом (Німеччина) тяжко поранений. До осені лікувався. Під час лейпцизької «Битви народів» 16–19 (4–7) жовт. виконував особливі доручення Олександра I. 1814–15 супроводжував великих князів Миколу Павловича (майбутнього імп. Миколу I) та Михайла Павловича в зарубіжних походах рос. армії. Від 24 (12) груд. 1815 — військовий міністр, од 1819 — гол. дир. Пажеського корпусу та решти військово-навч. закладів, сенатор, чл. Держ. ради.
Автор спогадів, частина з яких опублікована. Сприяв своєму ад'ютантові Дмитру Ахшарумову у підготовці нарисів «Историческое описание войны 1812 года» (СПб., 1813) та «Описание войны 1812 года» (СПб., 1819). Підтримував Олександра Михайловського-Данилевського (ад'ю-танта М.Кутузова) у праці «історіографа армії».
З дружиною Ганною (до шлюбу — Корсакова) мав 5 дітей (донька Єлизавета стала дружиною полковника Михайла Наришкіна й добровільно вирушила за чоловіком-декабристом на заслання до Сибіру, де той утримувався на каторзі, а потім — на Кавказ. війну, куди того відправили служити рядовим солдатом. Старший син Петро, н. 1802, за ін. даними — 1803 — п. 1830, став військовиком, декабристом, був репресований. Його пам'яті присвячено вірш поета-декабриста О.Одоєвського «На смерть Петра Петровича Коновницына», надрукований М.Лорером разом із першою публікацією знаменитого послання О.Пушкіна «Во глубине сибирских руд…», «Русский архив», 1874, кн. 2).
Кавалер орденів св. Георгія 4-го (1794), 3-го (1809), 2-го (1812) класів, св. Анни 1-го ст. (1806), св. Володимира 2-го (1813) і 1-го (цього ж року) ст., св. благовірного кн. Олександра Невського (1812) з діамантовими знаками (1815), а також низки іноземних відзнак: прусського ордена Червоного Орла 1-го ст., австрійс. — св. Леопольда, франц. — св. Людовіка, баварського — св. Максиміліана.
П. у Петергофі, поблизу м. Санкт-Петербург. Похований у Покровській церкві с. Кярово (нині село Псковської обл., РФ).